# عملية الحفار
عملية الحفار أو عملية الحج هي إحدى العمليات الناجحة لجهاز المخابرات العامة المصرية والقوات البحرية المصرية، حيث نجح فيها المصريون في تفجير حفار بترول «كنتينج» الذي اشترته إسرائيل لكى تنقب به عن البترول في خليج السويس، وتديره شركة اينى الإيطالية، وذلك أثناء توقفه في أبيدجان عاصمة ساحل العاج أثناء رحلته من كندا إلى إسرائيل، مانعة الحكومة الإسرائيلية من تنفيذ خطتها الرامية لنهب الثروات البترولية وفرض سيادة أكبر على سيناء المحتلة آنذاك.
تم تفجير الحفار في 8 مارس 1970، بعد إعداد للعملية استمر عاماً كاملاً. أشرف على هذه العملية مدير المخابرات العامة المصرية الأسبق أمين هويدي، بينما ترأس قيادة العملية ضابط المخابرات الشهير محمد نسيم وساعد فريق العملية السفير المصري في أبيدجان. وبيع خردة بعد ذلك في ميناء «تيمة» بغانا في ساحل العاج.

## تدمير وإغراق الحفار كينتينج
في عملية حقيرة عقب نكسة 1967 حاول الإسرائيليين تحطيم الروح المعنوية للشعب المصري وتدمير أملهم القائم على تحرير الأرض المغتصبة... فقاموا بتنفيذ مخطط لإذلال مصر، وقرروا استخراج البترول من خليج السويس أمام أعين المصريين وذلك في محاولة لإجبار مصر على قبول أحد الأمرين...
إما أن تقوم إسرائيل باستنزاف البترول المصري، وإما أن يرفض المصريون ذلك ويهاجموا الحقول المصرية التي تستغلها إسرائيل وهو ما كانت إسرائيل تنتظره لتتخذه كذريعة لضرب حقل (مرجان) حقل البترول الوحيد الباقي في يد مصر لتحرم الجيش المصري من إمدادات البترول.
وتم الإعلان عن تكوين شركة (ميدبار) وهي شركة إسرائيلية أمريكية إنجليزية حيث قامت باستئجار الحفار (كينتنج) ونظرا للظروف الدولية السائدة، والتوترات الإقليمية حاول البعض إثناء إسرائيل عن هذا العمل حتى لا تزيد الموقف توترا الا ان كل المساعي فشلت واستمرت إسرائيل في الإعلان عن مخططها فأعلنت القيادة السياسية المصرية أن سلاح الجو المصري سيهاجم الحفار عند دخوله البحر الأحمر.
وبدا من الواضح أن هناك خطة إسرائيلية لاستدراج مصر إلى مواجهة عسكرية لم تستعد مصر لها جيدا أو يضطر المصريون إلى التراجع والصمت.. وعلى ذلك قرر جهاز المخابرات المصري التقدم باقتراح إلى الرئيس جمال عبد الناصر يقضي:
- بضرب الحفار خارج حدود مصر بواسطة عملية سرية مع عدم ترك أية أدلة تثبت مسئولية المصريين عن هذه العملية.
- أو يتم الاستعانة بسفينتين مصريتين كانتا تعملان في خدمة حقول البترول وعندما بدأت إسرائيل عدوانها عام 1967 تلقت السفينتان الأمر بالتوجه إلى السودان (ميناء بورسودان) والبقاء في حالة استعداد لنقل الضفادع المصرية ومهاجمة الحفار من ميناء (مصوع) في حالة إفلاته من المحاولات الأخرى.
- وأما إذا فشلت تلك العملية، يتم الاستعانة بالقوات الجوية كحل أخير.

وقد أوكل الرئيس عبد الناصر للمخابرات العامة (وكان يرأسها في ذلك الوقت السيد أمين هويدي) التخطيط لهذه العملية وتنفيذها على أن تقوم أجهزة الدولة في الجيش والبحرية بمساعدتها. وتم تشكيل مجموعة عمل من 3 أعضاء في الجهاز، كان من ضمنهم السيد محمد نسيم (قلب الأسد)..و تم تعيينه كقائد ميداني للعملية ومن خلال متابعة دقيقة قامت بها المخابرات المصرية أمكن الحصول على معلومات كاملة عن تصميم الحفار وخط سيره ومحطات توقفه.
وبدأ الفريق المنتدب لهذه العملية في اختيار مجموعة الضفادع البشرية التي ستنفذ المهمة فعليا بتلغيم الحفار تحت سطح الماء أثناء توقفه في أحد الموانئ الإفريقية ورغم تكتم إسرائيل لتفاصيل خط السير، فقد تأكد الجهاز من مصادر سرية أن الحفار سيتوقف في داكار بالسنغال فسافر نسيم إلى السنغال تاركا لضباط المخابرات في القاهرة مسئولية حجز الأماكن المطلوبة لسفر طاقم الضفادع البشرية.
وفي السنغال، قام نسيم باستطلاع موقع رسو الحفار واكتشف أنه يقف بجوار قاعدة بحرية فرنسية مما يصعب من عملية تفجيره وبعد وصول الضفادع بقيادة الرائد (خليفة جودت) فوجئ الجميع بالحفار يطلق صفارته معلنا مغادرته للميناء وكان هذا أمرا جيدا برأي السيد نسيم لأن الظروف لم تكن مواتيه لتنفيذ العملية هناك.
واضطر رجال الضفادع للعودة إلى القاهرة، بينما ظل السيد نسيم في داكار وشهد فيها عيد الأضحى ثم عاد للقاهرة ليتابع تحركات الحفار الذي واصل طريقه وتوقف في (أبيدجان) عاصمة ساحل العاج.
ومرة أخرى يطير السيد نسيم إلى باريس ومعه بعض المعدات التي ستستخدم في تنفيذ العملية ليصل إلى أبيدجان مما أتاح له أن يلقي نظرة شاملة على الميناء من الجو واكتشف وجود منطقة غابات مطلة على الميناء تصلح كنقطة بداية للاختفاء والتحرك حيث لا يفصل بينها وبين الحفار سوى كيلومتر واحد.
وفور وصوله إلى أبيدجان في فجر 6مارس 1970 علم نسيم بوجود مهرجان ضخم لاستقبال عدد من رواد الفضاء الأمريكيين الذين يزورون أفريقيا لأول مرة.
فأرسل في طلب جماعات الضفادع البشرية لاستثمار هذه الفرصة الذهبية لانشغال السلطات الوطنية بتأمين زيارة رواد الفضاء وحراستهم عن ملاحظة دخول المجموعات وتوجيه الضربة للحفار الذي يقف على بعد أمتار من قصر الرئيس العاجي (ليكون في ظل حمايته) وبدأ وصول الأفراد من خلال عمليات تمويه دقيقة ومتقنة وبمساعدة بعض عملاء المخابرات المصرية.
وتجمعت الدفعة الأولى من الضفادع مكونة من 3 أفراد هم الملازم أول حسني الشراكي والملازم أول محمود سعد وضابط الصف أحمد المصري بالإضافة إلى قائدهم الرائد خليفة جودت وبقى أن يصل باقي المجموعة حيث كان مخططا أن يقوم بالعملية 8 أفراد وهنا بدأت المشاورات بين جودت ونسيم واتفقا على انتهاز الفرصة وتنفيذ العملية دون انتظار وصول باقي الرجال خاصة أنهم لم يكونوا متأكدين من وجود الحفار في الميناء لليلة ثانية، ونزلت الضفادع المصرية من منطقة الغابات وقاموا بتلغيم الحفار وسمع دوي الانفجار بينما كان أبطال الضفادع في طريق عودتهم إلى القاهرة.